# Gozzano
Gozzano (pronuncia AFI: /ˈɡoˈtsano/, Güzön - pronuncia locale AFI: /ɡuˈdzøŋ/ - in piemontese e in lombardo) è un comune italiano di 5 509 abitanti della provincia di Novara in Piemonte.

## Geografia fisica
Il nucleo abitato di Gozzano è situato a poca distanza dall'estremità meridionale del Lago d'Orta (il territorio comunale ne tocca la punta inferiore), al centro di un'ampia conca morenica, delimitata a ovest dagli ultimi contrafforti prealpini che la separano dalla Valsesia, a est dal corso del torrente Agogna, al di là del quale inizia il territorio del Vergante.

## Origini del nome
Il toponimo deriva dal termine latino Gaudianum, traducibile letteralmente come "luogo di godimento"; dallo stesso termine pare abbiano avuto origine anche cognomi come Godi o Godio, mediamente diffusi nel territorio locale.

## Storia
Il territorio gozzanese fu abitato perlomeno dall'epoca romana: in epoca tardo imperiale è attestata la presenza di una grande tenuta fondiaria (villa) della quale però non sono state mai rinvenute vestigia archeologiche.
Nel IV secolo l'area venne cristianizzata a opera dei fratelli evangelizzatori Giulio e Giuliano: qui essi costruirono il loro novantanovesimo edificio di culto dedicato a Santa Maria (corrispondente alla chiesa di San Lorenzo, ove Giuliano venne poi sepolto). Nel IX secolo il corpo del santo in questione fu traslato in una nuova monumentale chiesa a lui dedicata, costruita sul colle a levante del centro abitato.
In età medievale il paese si componeva di due nuclei distinti: la villa (a nord-ovest) e il vicus (a sud-est), intervallati centralmente dalla piazza del mercato (poi piazza San Giuliano), il cui nome originario la designava quale sede — a partire dall'anno 919, previa concessione di un diploma da parte di Berengario I — di un importante mercato settimanale e di una fiera annuale.
Tra il X e l'XI secolo il già citato colle ove sorge la basilica di San Giuliano fu fortificato e trasformato in castello, la cui prima menzione scritta risale all'anno 1015.
Nel XIII secolo, sulla spinta di un forte incremento demografico, il centro abitato si allargò verso ovest, nell'area tre le attuali vie Dante (un tempo chiamata Contrada della Croce) e Sottoborghetto. L'intero paese, che assunse contestualmente il rango di borgo, fu poi fortificato a scopo difensivo mediante un fossato con terrapieno (costruito lungo quella che è poi divenuta via Gentile).
Entro il recinto del castello, ove la popolazione si poteva rifugiare in caso di pericolo e usava mettere in salvo i raccolti agricoli, fu edificato il palazzo dei vescovi di Novara: un vero e proprio castello dentro il castello atto ad accogliere l'amministratore diocesano durante le sue visite nel territorio della Riviera e a fungere da residenza privata del castellano da lui nominato, depositario dell'amministrazione comunitaria e della giustizia. Al centro del borgo, sulla piazza San Giuliano, sorsero invece il palazzo della comunità (il cosiddetto Ticial, ove si riuniva il Consiglio della Riviera Inferiore e il palazzo delle prigioni (quest'ultimo poi demolito negli anni 1950).

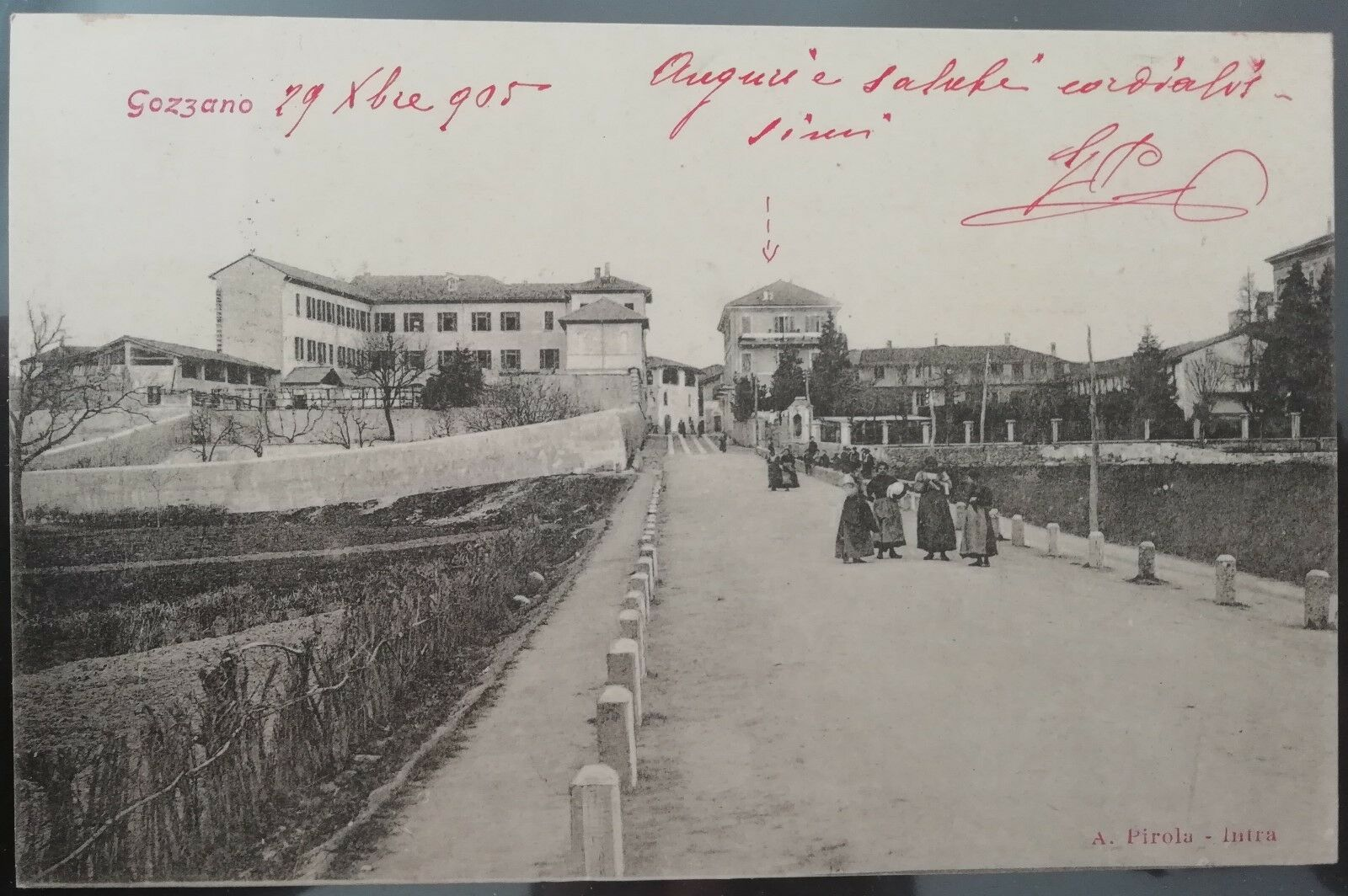
Viale Parona 1905

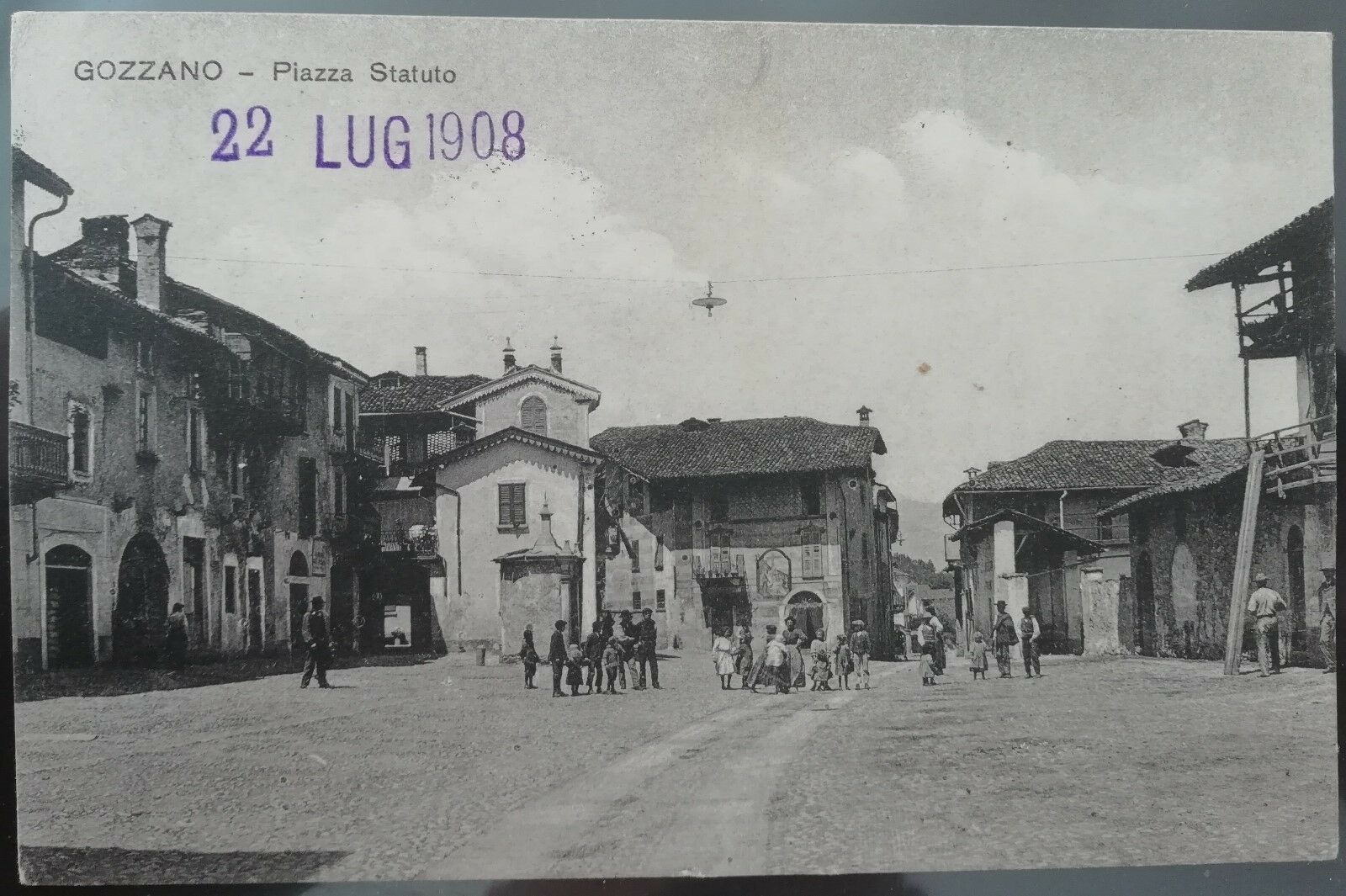
Piazza Matteotti 1908

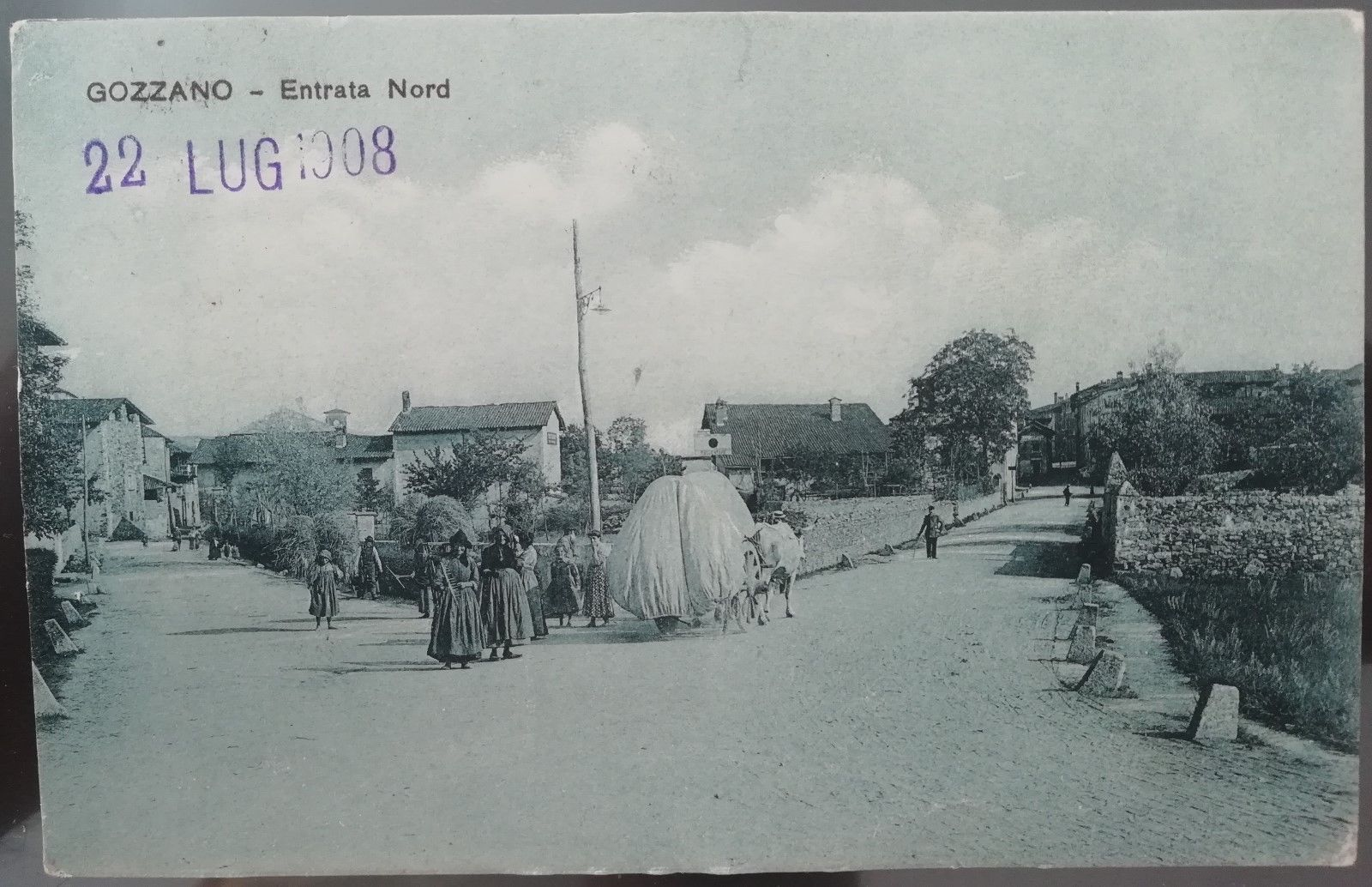
Entrata nord (incrocio tra via Regina Villa e via Aurelio Godi) 1908

Nel 1928 a Gozzano furono accorpate le frazioni di Auzate e Bugnate, che in precedenza erano stati comuni autonomi.

### Simboli
Lo stemma del comune è stato riconosciuto con DCG del 7 maggio 1930.
Il gonfalone è un drappo di azzurro.

## Monumenti e luoghi d'interesse

### Architetture religiose
- Basilica di San Giuliano, (secoli IX-XIX), è l'antica chiesa matrice della pieve di Gozzano, sede nel medioevo di un collegio canonicale, nella sua cripta è conservato il corpo del santo patrono Giuliano.

- Chiesa di San Lorenzo (secoli IV-XII), è la più antica chiesa di Gozzano, fondata secondo la tradizione da san Giuliano alla fine del IV secolo; fu poi ricostruita nel XII secolo e sottoposta a ulteriori rimaneggiamenti successivi.

- Chiesa di Santa Maria di Luzzara (XV secolo), oratorio che sorge fuori dal paese, in località Luzzara, a destra della strada per San Maurizio d'Opaglio. Conserva un notevole ciclo di affreschi dei secoli XV e XVI, tra i quali una crocefissione attribuita a Francesco Cagnola.

- Chiesa di Santa Maria del Boggio, nel XIII secolo ospitò una comunità religiosa femminile. Fu ricostruita tra i secoli XVI e XVII. Al suo interno si trova un altare ligneo, opera di un maestro fiammingo del '600, ornato con tavolette dipinte di Cristoforo Martinolio detto "il Rocca", e una pala d'altare attribuita ad Alessandro Turchi detto "l'Orbetto".
- Chiesa dei Santi Marta, Rocco e Bernardino (XVI secolo).
- Oratorio di Santa Maria della Neve.
- Oratorio di San Gaetano (XVII secolo).
- Cappella del SS. Crocifisso al rione Saccamiglio.

### Architetture civili

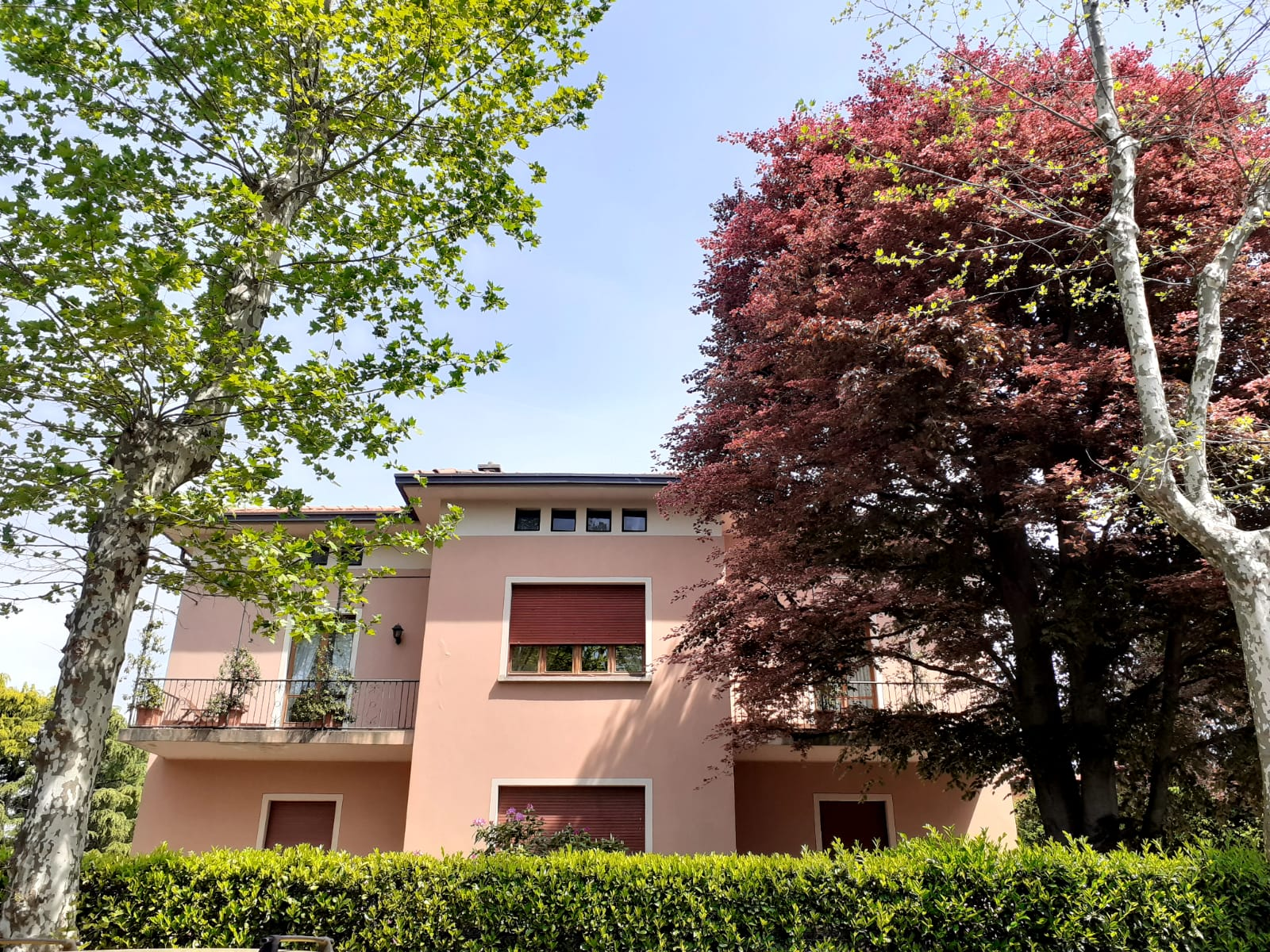
Villa degli Ospiti

- Palazzo della comunità, detto Ticial (XVI secolo);
- Palazzo Vescovile (secoli XIII-XVIII);
- Palazzo Ferrari Ardicini, ora sede comunale;
- Antica porta del castello di Gozzano (secoli XI-XIII);
- Torre di Buccione (XII secolo), resti dell'antico castello vescovile sulla sommità di un alto colle all'estremità meridionale del Lago d'Orta, presso la frazione Buccione.
- Ristoro Bemberg in stile art dèco di fine anni 1930.
- Villa degli Ospiti (via Roma) in stile art dèco, fu costruita negli anni 1920 su committenza della Bemberg, che la destinò a residenza di rappresentanza per far soggiornare gli amministratori della casa madre tedesca allorché venivano a supervisionare l'andamento della produzione nello stabilimento di Gozzano. L'edificio è stato poi alienato e convertito in residenza privata.

## Società

### Evoluzione demografica
Abitanti censiti

## Cultura

### Scuole
Nel territorio comunale di Gozzano hanno sede due realtà scolastiche che garantiscono tutti e tre i gradi dell'obbligo formativo secondo l'ordinamento italiano: l'Istituto Comprensivo "Giovanni Pascoli" (raggruppante scuola dell'infanzia, scuola primaria e scuola secondaria di primo grado) e una sezione distaccata del liceo "Galileo Galilei" di Borgomanero (comprendente un liceo delle scienze umane e un liceo linguistico).

## Economia

### Agricoltura
Fino alla prima metà del XX secolo l'economia gozzanese si è fondata su agricoltura e allevamento, condotti con criteri essenzialmente di sussistenza e a fini di autoconsumo. Tali pratiche del resto non consentivano redditività elevate, poiché il clima cusiano è piuttosto instabile, con frequenti precipitazioni e grandinate, e il suolo è spesso ghiaioso: gli appezzamenti più redditizi si trovavano a sud-est del centro paesano, in località Egra.
Tra le colture principali vi erano la vite (soprattutto uva bianca, da cui si produceva vino), la canapa (lasciata macerare e quindi utilizzata come fibra tessile, in special modo a Buccione) e soprattutto il granoturco. Di quest'ultima pianta venivano usati non solo i frutti (a scopo alimentare), ma tutte le parti della pianta: il fusto e le foglie venivano essiccati e usati come foraggio per gli animali, oppure per intrecciare cesti, sedie, borse, scope o finanche per imbottire materassi e cuscini.
Tanta era però la miseria del territorio che proprio la pianta secca di mais (denominata Malgàscia nella versione cusiana del dialetto novarese) divenne un elemento identitario e folkloristico in ambito comunale: il termine malgascìtt, usato in origine per riferirsi solo ai lavoratori del mais, ha finito per essere usato come appellativo di tutti gli abitanti di Gozzano; l'iniziale accezione dispregiativa ("miseri come la pianta secca") è stata presto superata.

### Industria
In età moderno-contemporanea la principale risorsa economica di Gozzano è stata per decenni l'industria tessile e in particolare la produzione di rayon al cuproammonio della società Bemberg, che presso la frazione di Monterosso aveva impiantato un vasto impianto produttivo. Quest'ultimo è stato completamente chiuso nel 2009 a seguito di un'irreparabile crisi economica; dopo circa un decennio di completo abbandono, il 16 febbraio 2019 il sito produttivo è stato quindi comprato all'asta da un privato.
Il rango di produzione industriale preponderante del territorio è dunque passato al settore idro-termo-sanitario, nel quale il Cusio (e la conca di Gozzano in particolare) vanta una tradizione ultra-secolare: fin dai primi del XX secolo infatti diverse famiglie della zona (di per sé alquanto povera) iniziarono a riciclare gli scarti metallici smaltiti da produzioni più pregiate per costruire rubinetti e valvole. L'affare divenne progressivamente redditizio e dal 1965 si assistette alla crescita e formazione di decine di società, alcune delle quali capaci di espandersi a livello nazionale e internazionale.

## Infrastrutture e trasporti

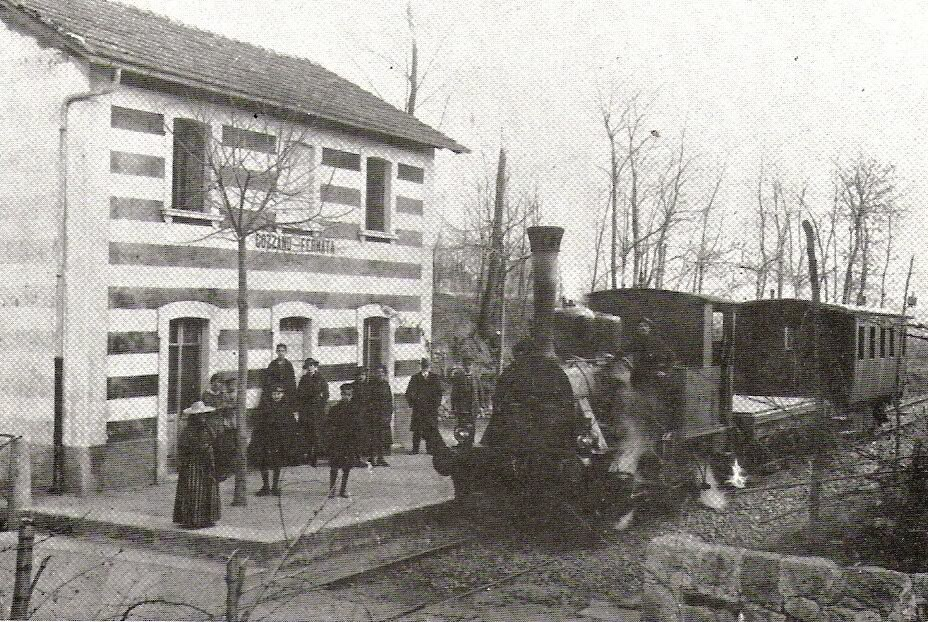
La stazione di Gozzano fermata lungo la ferrovia Gozzano-Alzo

Maggiore arteria viaria di Gozzano è la strada provinciale 229, che taglia praticamente a metà in senso verticale il territorio comunale, collegandolo con Borgomanero verso sud e con Omegna verso nord.
Il comune è inoltre interessato dal tracciato della ferrovia Novara-Gozzano-Domodossola: la prima stazione ferroviaria locale venne costruita nel 1864 e dal 1886 al 1924 fu servita anche dalla ferrovia Gozzano-Alzo (poi parzialmente rimasta attiva fino ai primi del terzo millennio come raccordo merci per le industrie locali). Un'ulteriore stazione (servita da quest'ultima linea) sorgeva presso la frazione di Auzate.
Nel 2011 il tratto gozzanese della linea Novara-Domodossola venne deviato e rettificato, al fine di migliorare l'accessibilità al centro abitato, aumentare la capienza dell'infrastruttura ed eliminare alcuni passaggi a livello: la vecchia stazione venne pertanto dismessa e sostituita da un nuovo impianto, servito da treni regionali operati da Trenitalia nell'ambito del contratto di servizio pubblico stipulato con la Regione Piemonte. Il sedime dismesso (opere edilizie incluse, per un'estensione complessiva di 50 000 m²) è stato quindi acquistato dal comune di Gozzano nel 2017 al prezzo di 180 000 euro, al fine di riqualificarlo

## Amministrazione
| Periodo   | Periodo | Primo cittadino     | Partito                                                  | Carica  | Note |
| --------- | ------- | ------------------- | -------------------------------------------------------- | ------- | ---- |
| anni 1930 |         | Arturo d'Albertas   | PNF                                                      | Podestà |      |
| anni 1950 |         | Francesco Givin     | DC                                                       | Sindaco |      |
| anni 1960 |         | Franco Gioira       |                                                          | Sindaco |      |
| anni 1960 |         | Gaudenzio Strambo   |                                                          | Sindaco |      |
| ?         | 1975    | Lorenzo Testori     | lista civica Alleanza civica indipendenti                | Sindaco |      |
| 1975      | 1976    | Mario Giacomini     | DC                                                       | Sindaco |      |
| 1976      | 1980    | Antonio Strocchi    | DC-PSI-PLI                                               | Sindaco |      |
| 1980      | 1982    | Aminta Migliari     | DC-PSDI-PRI-Indipendenti                                 | Sindaco |      |
| 1982      | 1985    | Andrea Rino Godi    | DC-PSDI-PRI-PLI-Indipendenti                             | Sindaco |      |
| 1985      | 1993    | Aldino Ruga         | DC-PSDI-PRI-PSI-PLI                                      | Sindaco |      |
| 1993      | 1995    | Rocco Fornara       | DC-PSDI-PRI                                              | Sindaco |      |
| 1995      | 1999    | Vittorio Lapidari   | lista civica di centro-sinistra                          | Sindaco |      |
| 1999      | 2004    | Lorenzo Testori     | lista civica di centro-destra                            | Sindaco |      |
| 2004      | 2009    | Giuseppe Signorelli | lista civica di centro-sinistra Insieme per Gozzano      | Sindaco |      |
| 2009      | 2019    | Carla Biscuola      | lista civica di centro-destra Viva Gozzano - Polo civico | Sindaco |      |
| 2019      | 2024    | Gianluca Godio      | lista civica di centro-destra Gozzano nel cuore          | Sindaco |      |
| 2024      |         | Carla Biscuola      | lista civica di centro-destra La nostra Gozzano          | Sindaco |      |

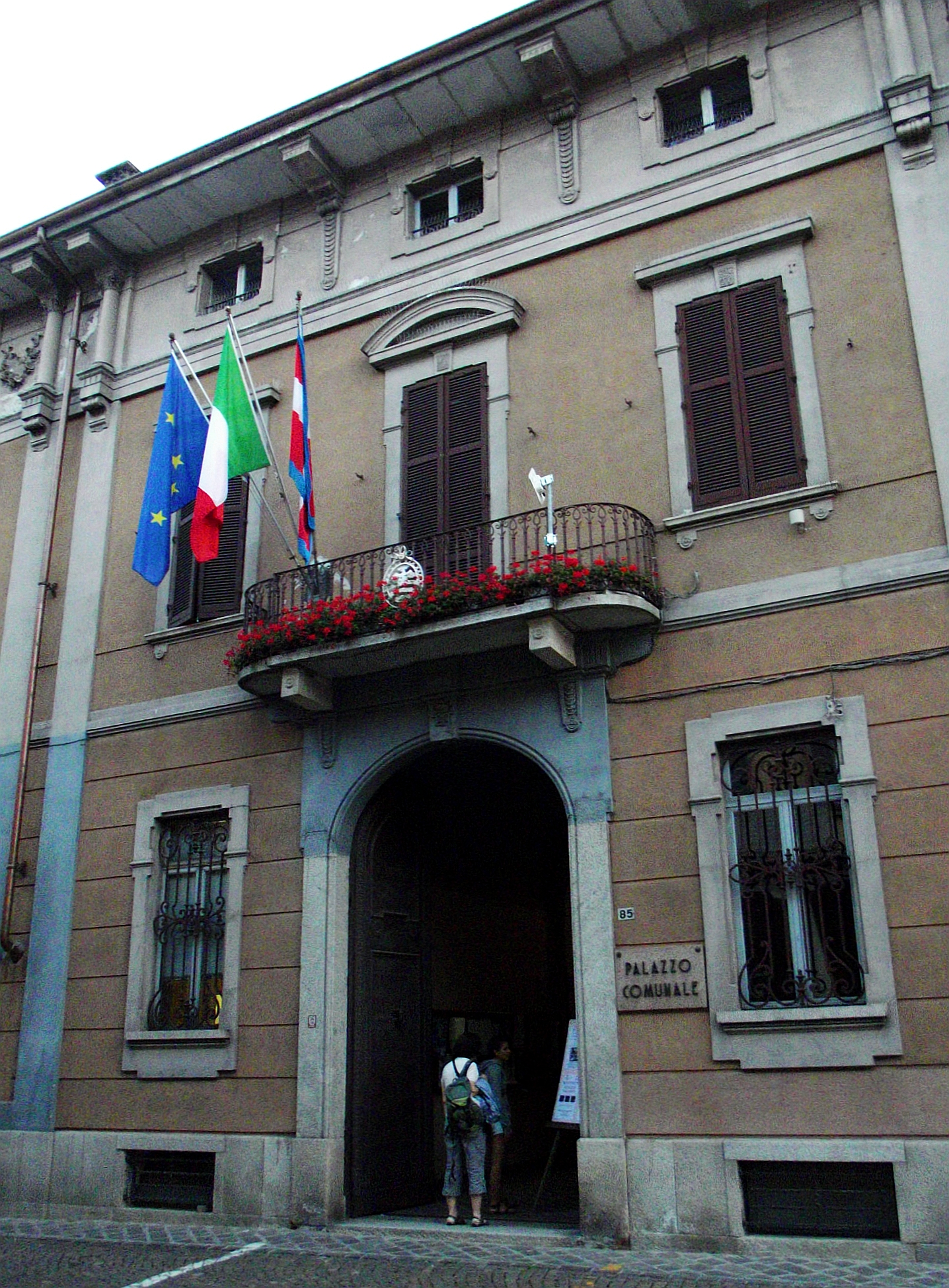
Il municipio
La bandiera comunale

### Gemellaggi
- Ucria, dal maggio 2014

## Sport

### Calcio
La più blasonata tra le realtà sportive comunali è il Gozzano, club calcistico affiliato alla FIGC dal 1924 e caratterizzato dai colori sociali rosso e blu. La sua storia si è lungamente dipanata nelle categorie dilettantistiche piemontesi, con alcune partecipazioni al campionato di Serie D dagli anni 1980 in poi e una vittoria nella fase regionale di Coppa Italia Dilettanti Piemonte-Valle d'Aosta 2014-2015: il successo più prestigioso è bensì costituito dalle partecipazioni al campionato di Serie C, la prima delle quali nel 2018-2019. La sede delle gare interne è, con poche eccezioni, presso lo stadio Alfredo d'Albertas, in località Monterosso.

### Altre discipline
Presso la palestra polifunzionale di via per Auzate ha sede una filiale della sezione novarese del Centro Sportivo Italiano, attiva in discipline quali calcio a 7 e tennistavolo.
Gozzano ospita altresì una sezione del Club Alpino Italiano, uno sci club (Sci Club Gozzano), un club di atletica leggera (Gruppo Sportivo Castellania) e uno di ciclismo su strada (Associazione Sportiva Dilettantistica Auzate); quanto a quest'ultimo sport è da segnalare l'esperienza del Dopolavoro Aziendale Bemberg, che presentò una propria squadra al Giro d'Italia 1940.
In ambito ludico-dilettantistico ulteriori attività sportive sono condotte anche dall'oratorio "Don Bertoli".
Il patrimonio sportivo comunale è completato dal lido di Buccione, sul lago d'Orta, che ospita un centro remiero e un trampolino regolamentare per i tuffi (che costituisce la più alta infrastruttura d'Europa nel suo genere ubicata in acque lacustri), costruito nel 1954.
Nel 2018 Gozzano ha ottenuto (insieme a Chiusi, Egna e Montegrotto Terme) il titolo di città europea dello sport (European Town of Sport) per l'anno 2020.